# Soekmekaar
Soekmekaar (ook Morbeng) is een plaats de Zuid-Afrikaanse provincie Limpopo. De Afrikaanse naam zou verwijzen naar twee landmeters die elkaar waren kwijt geraakt in de mist.